# Естер Поважай
Естер Поважай (угор. Eszter Povázsay, 14 листопада 1990) — угорська плавчиня.
Учасниця Олімпійських Ігор 2012 року.